# 洪洞商山庙
商山庙，又名三皇庙，位于山西省临汾市洪洞县赵城镇孙堡村，祭祀伏羲、神农、轩辕三皇。
商山庙现存一进院落，坐北向南，占地面积2,263.28平方米。始建年代不详，曾在明万历六年（1578年）、清乾隆二十三年（1758年）、道光十八年（1838年）等经历过修葺。正殿（三皇殿）及东配殿为元代遗构，耳殿为元、清遗构，其余建筑为清代遗构。
2004年6月10日，商山庙公布为山西省文物保护单位。2013年3月5日公布为第七批全国重点文物保护单位。